# 江別市
江別市（日语：／ Ebetsu shi */?）是位於北海道石狩振興局東部的城市，為札幌市的通勤城鎮，因此過去人口曾經快速成長，現在是北海道人口第7多的城市。轄區大致位於石狩平原的中央，並且橫跨日本三大河川石狩川的兩岸，其支流千歲川與夕張川於境內匯流至石狩川後注入石狩灣。1891年江別市開始生產磚塊後，至今仍是日本國內磚塊的主要產地，並且被指定為北海道遺產。
名稱源自阿伊努語的「e-petke」（兔唇）或「yupe-ot」（鱘魚很多）或是「i-put」（村子的入口）。

## 地理
江別市與札幌市、北廣島市的邊界有佔地約2,000公頃的道立自然公園野幌森林公園。當地在北海道中氣候屬較溫暖的地區，不過由於位於石狩灣通往太平洋的風路上，因此整年皆有強風。

## 歷史
由於位於北海道的中樞位置，江別在北海道的早期歷史中，融合了北海道西南部的「惠山文化」和北海道東部的文化。江別約在西元2世紀產生了「江別文化」，並有許多特有的土器。此外，當地也發現有許多約在西元7世紀至西元9世紀左右時期所興建的「江別古墳群」，此為日本所發現位於最北方的古墳。因為與日本東北地方北部的古墳形式相似，因此被認為是當時本州和北海道已經有交流的重要依據。
和人最早在此的開發是在1867年，立花由松在此設置了「通行屋」供旅客休息。並在1871年，來自陸前國遠田郡馬場谷地村（現在的宮城縣遠田郡涌谷町）的21戶共76名人集體遷移至此進行開墾，開始有大量的移民進入。由於設置了許多屯田兵村，以及國營幌內鐵路江別站的營運，江別市成為石狩川水運和鐵路的運輸中心，市區逐漸成形並開始發展工業。

### 年表
- 1878年11月：設置札幌郡江別村。
- 1880年：設置江別、對雁兩村戶長役場。
- 1881年：設置石狩郡篠津村設置。
- 1896年：新篠津村由篠津村分村。
- 1901年：幌向村（現在的南幌町）南6線以北的區域併入江別村。
- 1906年4月1日：江別村、對雁村、篠津村合併為江別村，並成為北海道二級村。
- 1909年4月1日：成為北海道一級村。
- 1916年1月1日：改制為江別町。
- 1954年7月1日：改制為江別市。

## 產業
因為靠近主要消費區札幌市，當地多從事農業，包括種植水稻和旱田作物、飼養食用牛、以及溫室園藝等。交通
江別市交通十分便利，開車到札幌市中心約 35分鐘，距離新千歲機場約1小時車程或電車車程。市內的東西部設有兩個高速公路交流道，可輕鬆前往北海道各地。

### 鐵路
- 北海道旅客鐵道
  - 函館本線：大麻車站 - 野幌車站 - 高砂車站 - 江別車站 - 豐幌車站
- 已停駛的鐵路
  - 夕張鐵道
  - 江別町營人車軌道

|  |  |
|  |  |
|  |  |

### 道路
| 高速道路 - 道央自動車道：江別西交流道 - 野幌休息區 - 江別東交流道 一般國道 - 國道12號 - 國道275號 - 國道337號 | 主要地方道 - 北海道道46号江别惠庭线 - 北海道道110號江別连络線 - 北海道道128號札幌北廣島環狀線 - 北海道道139號江別奈井江線 道道 - 北海道道370號野幌停車場線 - 北海道道626號東雁來江別線 - 北海道道864號大麻東雁來線 - 北海道道1005號野幌綜合運動公園線 - 北海道道1056號江別長沼線 |

### 巴士
- 北海道中央巴士
- 夕張鐵道（夕鐵巴士）
- JR北海道巴士
- 新篠津村營巴士
- 下段汽車

## 教育

### 大學
- 札幌學院大學
- 酪農學園大學
- 北海道情報大學
- 北翔大學

### 專門學校
- 札幌理工學院

### 高等學校
| - 道立北海道江別高等學校 （页面存档备份，存于） - 道立北海道野幌高等學校 （页面存档备份，存于） | - 道立北海道大麻高等學校 （页面存档备份，存于） - 立命館慶祥高等學校 （页面存档备份，存于） | - 酪農學園大學附屬永久之森三愛高等校 |

### 中學
| - 江別市立江別第一中學校 - 江別市立江別第二中學校 - 江別市立江別第三中學校 - 江別市立野幌中學校 | - 江別市立角山中學校 - 江別市立江北中學校 - 江別市立大麻中學校 - 江別市立大麻東中學校 | - 江別市立江陽中學校 - 江別市立中央中學校 - 立命館慶祥中學校 （页面存档备份，存于） |

### 小學
| - 江別市立江別小學校 - 江別市立江別第二小學校 - 江別市立江別第三小學校 - 江別市立豐幌小學校 - 江別市立江別太小學校 - 江別市立上江別小學校 - 江別市立中央小學校 | - 江別市立對雁小學校 - 江別市立泉野小學校 - 江別市立北光小學校 - 江別市立野幌小學校 - 江別市立野幌若葉小學校 - 江別市立東野幌小學校 | - 江別市立大麻小學校 - 江別市立大麻東小學校 - 江別市立大麻西小學校 - 江別市立大麻泉小學校 - 江別市立文京台小學校 - 江別市立角山小學校 |

### 特殊學校
- 北海道札幌盲學校 （页面存档备份，存于）

## 姊妹市・友好都市

### 日本
- 土佐市（高知縣）：於1978年7月15日締結友好都市。

### 海外
- 格雷舍姆（美國奧勒岡州）：於1977年5月20日締結姊妹都市。

## 本地出身之名人
- 今澤陽炎：貝斯手
- 大泉洋：演員
- 裕福地：演員
- 牧原俊幸：富士電視台播音員
- 古村比呂：演員
- SOULHEAD：歌手
- 城寶匡史：職業籃球選手
- 鎌田哲哉：文學評論家
- 大森俊治：音樂家
- 櫻庭和：音樂家

## 外部連結
- （日語）江別百科 （页面存档备份，存于）
- （日語）江別 in （页面存档备份，存于）
- （日語）江別文化協會 （页面存档备份，存于）
- （日語）江別青年會議所 （页面存档备份，存于）